# Jacobus Johannes Pieter Oud
Jacobus Johannes Pieter Oud (9. února 1890, Purmerend – 5. dubna 1963, Wassenaar) byl nizozemský architekt, představitel neoplasticismu a funkcionalismu.

## Život
V roce 1916 se v Delfu seznámil s výtvarníkem T. van Doesburgem a o rok později společně založili hnutí De Stijl.
Navrhl dvě konkrétní stavby do Brna (hotel a vilu), žel žádná z nich nebyla realizována a přátelil se s Bohuslavem Fuchsem.